# Collezione Eugenio Balzan
La Collezione Eugenio Balzan è una raccolta di 49 dipinti di artisti italiani di fine Ottocento ed inizio Novecento, costituita dal celebre giornalista polesano Eugenio Balzan. Attualmente è esposta nella cornice storica del ridotto del Teatro Sociale di Badia Polesine, città natale di Balzan, in provincia di Rovigo, in attesa del definitivo allestimento in Palazzo Grani, sede del Museo civico Antonio Eugenio Baruffaldi. La collezione appartiene al patrimonio della Fondazione Internazionale Premio Balzan, viene amministrata dalla Balzan “Fondo” di Zurigo, che dal 2014 l’ha concessa in comodato d’uso indeterminato al Comune di Badia Polesine, e fa parte della rete del Sistema Museale Provinciale Polesine.

## Storia
Eugenio Balzan fu un intellettuale e giornalista attivo nell’impegno politico nella Milano del Ventennio, che per trent’anni diresse il Corriere della Sera. Appassionato collezionista d’arte, iniziò ad investire nel mercato artistico verso gli anni '10 del secolo scorso, grazie ad una rete di rapporti con personalità italiane e svizzere del Canton Ticino. L'amicizia con il pittore ed incisore Oreste Silvestri, oltre a portare alcune opere dell’artista nella collezione, fruttò a Balzan una serie d’acquisti felici per i quali si deve inoltre menzionare il contributo degli artisti Cesare ed Alfredo Ravasco. Balzan indirizzò le sue scelte verso la pittura di paesaggio e verso opere dal sapore naturalistico, con una presenza esclusiva di autori italiani. Dal 1938 venne poi coadiuvato dal sodale esperto d’arte Giuseppe De Logu, direttore dell’Accademia di belle arti di Venezia ed esperto d’arte dell’Ottocento, che con Balzan condivise la propria posizione antifascista, tanto da supportarlo nella ricerca di un rifugio sicuro alla pregiata collezione, in Svizzera, durante i bombardamenti del 1944 sulla città di Milano. La quadreria venne quindi trasferita nella sede della Legazione d’Italia a Berna ed alcune opere furono esposte in diverse città elvetiche allo scopo di ribadire il sodalizio dell’Italia con la Svizzera, da Zurigo e Bellinzona a Lugano, nel 1948. Alcune complicazioni doganali impedirono il ritorno della collezione in Italia prima della morte di Balzan, avvenuta il 15 luglio 1953. La figlia Angela Lina ne ereditò il considerevole patrimonio, poi confluito nella Fondazione Internazionale Balzan, inclusi i dipinti, che fino al 1956 vennero custoditi a Venezia. La prima esposizione al pubblico della collezione in Italia avvenne nel 2007 al Centro Culturale Svizzero di Milano. Dopo essere stata conservata nella sede della Fondazione Premio Balzan a Milano, l’11 settembre 2014 è stato inaugurato il nuovo allestimento della collezione nello storico Teatro Sociale di Badia, denominato “la piccola Fenice del Polesine”.  L’evento è stato celebrato come un ritorno metaforico del giornalista polesano nella sua città natale, presenziato dallo storico dell’arte Philippe Daverio e da un’invasione di rane in plastica a cura di Cracking Art Group, per contribuire al sostegno del luogo.

## Collezione
La raccolta rivela il sentire patriottico del collezionista, che nel variegato panorama artistico di fine Ottocento rivolge il proprio interesse verso le espressioni dell’Italia del Risorgimento, escludendo l’arte antica e le tendenze d’avanguardia dell’epoca. Coerentemente con le scelte della critica di allora, Balzan adotta una suddivisione per Scuole regionali, dal Piemonte alla Campania, inclusi alcuni eloquenti esempi pittorici del primo Novecento, tra cui una tela di Ardengo Soffici, Crepuscolo estivo, del 1937. I primi acquisti furono quadri di dimensioni ridotte, come Rio a Venezia di Leonardo Bazzaro e i soggetti di Eduardo Dalbono, Francesco Danieli ed Achille Beltrame, collega disegnatore del Corriere della Sera. Di Oreste Silvestri, mentore di Balzan nel collezionismo, si contano sei opere. Negli anni ’20 entrano nella raccolta sei opere di Mosè Bianchi, particolarmente apprezzato dal collezionista, insieme a dipinti di Eugenio Gignous, Luigi Nono, Marina del divisionista Plinio Nomellini e La presentazione del neonato di Gaetano Previati, del 1877. Il gusto di Balzan dei primi anni Trenta virò su opere d’ispirazione orientalista di Domenico Morelli, con acquisizioni di Alberto Pasini, Emilio Praga, gli oli su carta di Domenico Induno e sei tele di Filippo Palizzi. Nell’esposizione sono inoltre presenti opere di Giacomo Favretto, Ettore Tito, L’uomo nel bosco di Giovanni Fattori e gli studi relativi all’eruzione del Vesuvio del 1872 di Giuseppe De Nittis. Alle pareti del teatro sono appese ispirazioni paesaggistiche e vedute dipinte dal romantico Antonio Fontanesi, Francesco Paolo Michetti, Federico Rossano, Orazio Pigato ed Ise Lebrecht. Per i suoi sentimenti antifascisti nel 1933 Balzan si vide costretto ad auto esiliarsi in Svizzera e in quegli anni gli acquisti si limitarono ad opere di Guido Farina, Gioacchino Toma e Ardengo Soffici, concludendo con l’acquisizione di due capolavori che sono tutt’oggi emblematici della raccolta, il Bagno pompejano, del 1861, del pittore e politico napoletano Domenico Morelli e la Fanciulla su una roccia a Sorrento di Filippo Palizzi, immortalata in una limpida attesa fremente e al contempo malinconica. La collezione assume un ruolo di rilievo nel territorio come occasione di valorizzazione della presenza di altri artisti e pittori polesani del XIX secolo, dal badiese Diodato Massimo a Domenico Marchiori di Lendinara, ed altri esponenti veneti, tra cui Pietro Benatelli, Vincenzo Gazzotto, Sebastiano Santi, Riccardo Cessi, e i veneziani Giovanni Biasin e Vittorio Emanuele Bressanin. Varie opere della Collezione Eugenio Balzan sono state esposte in tre mostre a Palazzo Roverella di Rovigo dedicate alla pittura dell’Ottocento, La Belle Epoque (2008), L’Ottocento elegante (2011) e La Maison Goupil (2013). Da settembre 2012 a gennaio 2013 al  Museo civico Villa dei Cedri di Bellinzona è stato riproposto un momentaneo ritorno degli stessi dipinti esposti nel 1944. Nel 2015 il Museo archeologico nazionale di Napoli, in occasione dell’esposizione Pompei e l’Europa, 1748-1943, ha accolto il capolavoro di Morelli e nel 2019 al Museo Drents di Assen, nei Paesi Bassi, sono stati spedite quattro opere per la mostra temporanea Sprezzatura – Fifty Years of Italian Painting (1860-1910).